# Civaux
Civaux – miejscowość i gmina we Francji, w regionie Nowa Akwitania, w departamencie Vienne.
Według danych na rok 1990 gminę zamieszkiwały 682 osoby, a gęstość zaludnienia wynosiła 26 osób/km² (wśród 1467 gmin regionu Poitou-Charentes Civaux plasuje się na 445. miejscu pod względem liczby ludności, natomiast pod względem powierzchni na miejscu 231.).